# Divič
Divič är en ort i Bosnien och Hercegovina.   Den ligger i entiteten Republika Srpska, i den östra delen av landet, 80 km nordost om huvudstaden Sarajevo. Divič ligger 161 meter över havet och antalet invånare är 930.
Terrängen runt Divič är huvudsakligen lite kuperad. Divič ligger nere i en dal. Närmaste större samhälle är Zvornik, 2,5 km norr om Divič.
I omgivningarna runt Divič växer i huvudsak blandskog. Runt Divič är det ganska tätbefolkat, med 100 invånare per kvadratkilometer.